# Nghi Lũng
Nghi Lũng (chữ Hán giản thể: 仪陇县, chữ Hán phồn thể: 儀隴縣, bính âm: Yílǒng Xiàn, Hán Việt: Nghi Lũng huyện) là một huyện thuộc địa cấp thị Nam Sung, tỉnh Tứ Xuyên, Trung Quốc. Huyện này có diện tích 1767 km², dân số năm 2020 là 729.141 người. Nghi Lũng giáp Bình Xương (Ba Trung) về phía đông, Doanh Sơn và Bồng An về phía nam, Lãng Trung về phía tây, phía bắc giáp Ba Trung. Huyện này được chia thành các đơn vị hành chính gồm 1 nhai đạo, 29 trấn và 7 hương. Huyện lỵ đóng ở trấn Tân Chính.

## Khí hậu
| Dữ liệu khí hậu của trấn Kim Thành, Nghi Lũng, elevation 656 m (2.152 ft), 1991–2020 normals, extremes 1981–2010) | Dữ liệu khí hậu của trấn Kim Thành, Nghi Lũng, elevation 656 m (2.152 ft), 1991–2020 normals, extremes 1981–2010) | Dữ liệu khí hậu của trấn Kim Thành, Nghi Lũng, elevation 656 m (2.152 ft), 1991–2020 normals, extremes 1981–2010) | Dữ liệu khí hậu của trấn Kim Thành, Nghi Lũng, elevation 656 m (2.152 ft), 1991–2020 normals, extremes 1981–2010) | Dữ liệu khí hậu của trấn Kim Thành, Nghi Lũng, elevation 656 m (2.152 ft), 1991–2020 normals, extremes 1981–2010) | Dữ liệu khí hậu của trấn Kim Thành, Nghi Lũng, elevation 656 m (2.152 ft), 1991–2020 normals, extremes 1981–2010) | Dữ liệu khí hậu của trấn Kim Thành, Nghi Lũng, elevation 656 m (2.152 ft), 1991–2020 normals, extremes 1981–2010) | Dữ liệu khí hậu của trấn Kim Thành, Nghi Lũng, elevation 656 m (2.152 ft), 1991–2020 normals, extremes 1981–2010) | Dữ liệu khí hậu của trấn Kim Thành, Nghi Lũng, elevation 656 m (2.152 ft), 1991–2020 normals, extremes 1981–2010) | Dữ liệu khí hậu của trấn Kim Thành, Nghi Lũng, elevation 656 m (2.152 ft), 1991–2020 normals, extremes 1981–2010) | Dữ liệu khí hậu của trấn Kim Thành, Nghi Lũng, elevation 656 m (2.152 ft), 1991–2020 normals, extremes 1981–2010) | Dữ liệu khí hậu của trấn Kim Thành, Nghi Lũng, elevation 656 m (2.152 ft), 1991–2020 normals, extremes 1981–2010) | Dữ liệu khí hậu của trấn Kim Thành, Nghi Lũng, elevation 656 m (2.152 ft), 1991–2020 normals, extremes 1981–2010) | Dữ liệu khí hậu của trấn Kim Thành, Nghi Lũng, elevation 656 m (2.152 ft), 1991–2020 normals, extremes 1981–2010) |
| Tháng | 1 | 2 | 3 | 4 | 5 | 6 | 7 | 8 | 9 | 10 | 11 | 12 | Năm |
| --- | --- | --- | --- | --- | --- | --- | --- | --- | --- | --- | --- | --- | --- |
| Cao kỉ lục °C (°F)                                                                                                | 18.1 (64.6) | 21.0 (69.8) | 29.0 (84.2) | 31.9 (89.4) | 34.6 (94.3) | 34.6 (94.3) | 36.8 (98.2) | 38.5 (101.3) | 36.2 (97.2) | 29.8 (85.6) | 23.7 (74.7) | 15.7 (60.3) | 38.5 (101.3) |
| Trung bình ngày tối đa °C (°F)                                                                                    | 7.6 (45.7) | 10.5 (50.9) | 15.5 (59.9) | 21.2 (70.2) | 24.9 (76.8) | 27.3 (81.1) | 30.0 (86.0) | 30.3 (86.5) | 24.9 (76.8) | 19.3 (66.7) | 14.3 (57.7) | 8.7 (47.7) | 19.5 (67.2) |
| Trung bình ngày °C (°F)                                                                                           | 5.1 (41.2) | 7.6 (45.7) | 11.8 (53.2) | 16.9 (62.4) | 20.5 (68.9) | 23.4 (74.1) | 26.0 (78.8) | 25.9 (78.6) | 21.3 (70.3) | 16.3 (61.3) | 11.6 (52.9) | 6.4 (43.5) | 16.1 (60.9) |
| Tối thiểu trung bình ngày °C (°F)                                                                                 | 3.4 (38.1) | 5.5 (41.9) | 9.2 (48.6) | 13.7 (56.7) | 17.3 (63.1) | 20.4 (68.7) | 23.0 (73.4) | 22.8 (73.0) | 18.9 (66.0) | 14.2 (57.6) | 9.7 (49.5) | 4.7 (40.5) | 13.6 (56.4) |
| Thấp kỉ lục °C (°F)                                                                                               | −3.0 (26.6) | −1.7 (28.9) | −1.5 (29.3) | 3.7 (38.7) | 8.0 (46.4) | 11.9 (53.4) | 16.6 (61.9) | 14.6 (58.3) | 10.5 (50.9) | 1.0 (33.8) | 0.1 (32.2) | −4.5 (23.9) | −4.5 (23.9) |
| Lượng Giáng thủy trung bình mm (inches)                                                                           | 12.9 (0.51) | 17.4 (0.69) | 32.6 (1.28) | 65.9 (2.59) | 126.0 (4.96) | 165.7 (6.52) | 194.8 (7.67) | 157.4 (6.20) | 162.2 (6.39) | 88.5 (3.48) | 39.6 (1.56) | 15.5 (0.61) | 1.078,5 (42.46)                                                                                                   |
| Số ngày giáng thủy trung bình (≥ 0.1 mm)                                                                          | 8.2 | 8.1 | 10.0 | 11.4 | 13.0 | 13.9 | 13.8 | 11.3 | 13.4 | 14.0 | 9.8 | 8.3 | 135.2 |
| Số ngày tuyết rơi trung bình                                                                                      | 2.6 | 1.0 | 0.2 | 0 | 0 | 0 | 0 | 0 | 0 | 0 | 0.1 | 0.7 | 4.6 |
| Độ ẩm tương đối trung bình (%)                                                                                    | 77 | 74 | 70 | 70 | 72 | 78 | 79 | 74 | 80 | 82 | 79 | 80 | 76 |
| Số giờ nắng trung bình tháng                                                                                      | 66.4 | 64.8 | 104.7 | 147.4 | 156.2 | 143.5 | 185.3 | 193.4 | 109.6 | 84.0 | 74.5 | 57.3 | 1.387,1 |
| Phần trăm nắng có thể                                                                                             | 21 | 21 | 28 | 38 | 37 | 34 | 43 | 48 | 30 | 24 | 24 | 18 | 31 |
| Nguồn: China Meteorological Administration                                                                        | | | | | | | | | | | | | |